# Španska revolucija 1868
Španska revolucija leta 1868 (v španščini la Gloriosa ali la Septembrina) je bila vojaška vstaja, ki se je zgodila v Španiji septembra leta 1868 in je zahtevala odstop in izgon kraljice Isabel II ter konec Burbonske monarhije. Hkrati je revolucija začela šestletno obdobje demokracije (v španščini El Sexenio Democrático). Revolucija se je začela v Cadizu in se je razširila po celotni Španiji, ne da bi naletela na kakšen večji upor. 
V zgodovino se je zapisala kot prvi poskus demokratizacije države v 19. stoletju, v kateri se je meščanstvo z množično podporo vaščanov z geslom "Naj živi Španija v slavi; dol z Burboni!" uprlo in zahtevalo svobodo. Njihov cilj je bil dokončno doseči demokratični sistem v državi, ki se je kasneje uresničil v obdobju parlamentarne monarhije, med kraljevino Amadea I de Saboya (1871-73), in v obliki republike v času Prve Republike (1873-74). Poleg tega je bil njihov namen tudi spremeniti Španijo v moderno državo. 

## Vzroki (kriza zadnjih let vladavine Isabel II)
V drugi polovici šestdesetih let je bilo med Španci čutiti nezadovoljstvo z monarhičnim režimom kraljice Isabel II. To obdobje nezadovoljstva se začne je začelo marca 1863 s padcem Liberalne Unije generala Leopolda O'Donnella in se končalo z revolucijo leta 1868, ko je Isabel II odšla v izgnanstvo.

### Ekonomska kriza
V začetku leta 1866 je izbruhnila prva finančna kriza španskega kapitalizma. Kljub temu, da se je pred njo zgodila katalonska kriza tekstilne industrije, ki je bila opazna že leta 1862 zaradi pomanjkanja bombaža po Ameriški državljanski vojni (tudi secesijski vojni), so bile glavne krivke za finančno krizo 1866 izgube, ki so jih utrpela železniška podjetja in za sabo povlekla banke ter kreditna združenja. Prvi bankroti so se zgodili že leta 1864, vendar sta se leta 1866 dogodila dva najbolj uničujoča izmed njih in sicer, bankrota združenj Catalana General de Crédito in Crédito Mobiliario Barcelonés, kar pa je v ljudeh vzbudilo strah in paniko. 
Tem krizam se je pridružila tudi kriza v letih 1867 in 1868, ki so jo povzročile slabe žetve v teh letih, in ki ni prizadela poslovnežev in politikov, kakor v finančni krizi, temveč so najbolj trpeli nižji sloji, katerim je primanjkovalo osnovnih življenjskih potrebščin, na primer kruha. Prišlo je do več vstaj v mnogih mestih, na primer v Sevilli, kjer se je pšenica podražila za šestkrat. Podobno se je zgodilo tudi v Granadi. Situacijo je poslabšalo povečano število brezposelnih, ki so delo izgubili zaradi finančne krize, ki je najbolj vplivala na dva sektorja z največjim številom zaposlenih, in sicer na javna dela-vključno z železnicami- in na gradnjo. Istočasni izbruh finančne krize in krize osnovnih življenjskih potrebščin sta ustvarila eksplozivne življenjske pogoje, ki so ljudstvu dali razlog, da se vključijo v boj proti režimu kraljice Isabel II.

### Politična kriza
Politična kriza je bila opazna še preden se je začela revolucija. Vladavina Isabel II je temeljila na ustavni politiki, vendar se zakoni ustave niso izvrševali. V tistem času sta v Španiji delovali dve stranki, a je največjo podporo kraljice Isabel II imela konzervativna stranka. Liberalna stranka je morala ostati v opoziciji in je lahko le preko državnega udara prevzela oblast.
Konzervativna stranka je na oblasti ostala več kot dvajset let, a je postopoma dotrajala, saj ni imela figur, ki bi doprinesle k modernizaciji programa stranke, poleg tega pa je slovela po pomanjkljivi administraciji, pretiranemu centralizmu, ilegalnih ekonomskih poslih in raznih drugih aferah. 

### Družbene težave
V času kraljevine Isabel II je bila večina Špancev poljedelcev, kar razlikuje španske revolucije v 19. stoletju od ostalih evropskih revolucij. Španija ni bila nikoli doslej priča kmečkim revolucijam za razliko od revolucij v Franciji od leta 1789 dalje.
Zemlja je ostala v lasti veleposestnikov kljub odplačilom. Vzpon meščanstva in aristokracije kot lastnikov ter prekinitev pogodbenih pogojev sta pripomogla k pojavu kmečkega proletariata brez pravic in sredstev - dninarjev. Le-ti bodo pomembni členi mnogih revolucij druge polovice 19. stoletja. 
Po drugi strani pa sta nemire povzročala tudi izginotje sindikalnih združenj in industrializacija, saj sta ustvarila urbani proletariat, ki je zaradi težavnih življenjskih pogojev povzročil veliko nemirov. Od leta 1821 dalje so se zvrstile mnogi kmečki upori, ki so se stopnjevali dokler se jim ni pridružila še ekonomska kriza in tako povzročila še večje nemire, dokler ni leta 1868 izbruhnila revolucija.

## Ostendski pakt
Ostendski pakt med progresisti in demokrati, ki je dobil ime po Belgijskemu mestu Ostend, kjer je bil podpisan 16. avgusta 1866, je nastal na pobudo progresivnega generala Juana Prima z namenom izničenja monarhije Isabel II. Sestavljen je bil iz dveh točk: 
1. izničiti obstoječo vlado višjih slojev
2. imenovati ustavno skupščino pod nadzorom provizorične vlade, ki bi določila usodo države in obliko njene vlade. Ta skupščina bi bila izbrana na volitvah, kjer bi lahko volili moški z volilno pravico.

Dvoumnost prve točke je dovoljila vključitev drugih osebnosti in političnih sil. Tako so po padcu O’Donella, Prima in Serrana podpisali sporazum marca 1868 kateremu se je pridružila Liberalna zveza (Unión Liberal), ki je s tem dovolila začetek procesa formiranja in iskanja nove dinastije, suverenost države, in splošno volilno pravico. 

## Izbruh revolucije
V začetku septembra 1868 je bilo vse pripravljeno za razglasitev vojaške vstaje, ki naj bi se začela v Cádizu zaradi več razlogov:
- pomoč, ki naj bi jo sprejeli od prebivalcev Cádiza, ki so bili zelo nezadovoljni z vlado
- prisotnost vodnega ladjevja, ki ga je vodil Juan Bautista Topete
- bližina Gibraltarja, kjer naj bi se srečali s progresističnimi zarotniki

V noči 16. septembra je iz Londona, preko Gibraltarja, prišel general Prim, ki sta ga spremljala progresista Práxedes Mateo Sagasta in Manuel Ruiz Zorilla, preden so s Kanarskih otokov prišli generali Liberalne zveze, ki jih je vodil Francisco Serrano. Prim in Topete sta se odločila, da jih ne bosta čakala, in 18. septembra se je uprlo ladjevje s Topetom na čelu. Naslednji dan, po prihodu Serrana in generalov Liberalne unije, je Topete prebral manifest, ki ga je napisal pisatelj in član Unije, Adelardo López de Ayala, v katerem je upravičil vstajo. Manifest se je končal z vzklikom “Naj živi Španija v slavi!”, ki je postal slaven.
Manifest so podpisali Duque de la Torre, Juan Prim, Domingo Dulce, Ramón Nouvilas,Rafael Primo de Rivera, Antonio Caballero y Fernández de Rodas in Juan Bautista Topete, ki je veljal za enega izmed glavnih znamenj liberalne in demokratične Španije.
V naslednjih dneh se je upor razširil v ostale dele države, začenši z Andalucijo. 20. septembra se je v Sevilji oblikoval prvi zbor, ki je objavil manifest, v katerem je zbral vrsto zahtev ljudstva, kot na primer odprava tako imenovanih “quintos” (v Španiji so to bili mladeniči, ki so morali ob dopolnitvi osemnajstih let v vojsko), potrošniških davkov ter svobodo vere. Te zahteve so bile precej večje od tistih, ki jih je imel Topete. Prim je med tem na svoji ladji (fragata blindada Zaragoza) objadral sredozemsko obalo in dosegel, da so se vstaji pridružila vsa obmorska mesta od Málage do Barcelone.
19. septembra je odstopil González Bravo in na njegovo mesto je stopil general José Gutiérrez de la Concha, ki je v Madridu po svojih najboljših močeh poskušal organizirati vojsko, kljub temu, da ni prejel velike vojaške pomoči, in jo pod vodstvom generala Manuela Pavíe y Lacy poslal v Andalucijo, da bi končal vstajo.
28. septembra se je odvila odločilna bitka v Alcolei (batalla de Alcolea) v provinci Córdobe, kjer so zmagali zarotniki pod vodstvom generala Serrana, katerim so pomagali oboroženi prostovoljci. Naslednji dan so zarotniki slavili tudi v Madridu in 30. septembra je Isabel iz San Sebastiána zapustila Španijo. 8. oktobra se je oblikovala provizorična vlada pod vodstvom generala Serrana, del katere sta bila tudi general Prim in admiral Topete. S tem se je zaključila revolucija in začelo šestletno obdobje demokracije (Sexenio Democrático), ki je zajemalo tri obdobja: obdobje provizorične vlade, obdobje vladavine Amadea de Saboye in obdobje prve republike.

## Španski parlament (Las Cortes) in ustava leta 1869
Parlament se je oblikoval 22. februarja z volitvami, na katerem so volili moški z volilno pravico. Želeli so, da se sestavi nova ustava, ki bi vključevala zahteve septembrske revolucije in predstavljala želje ter zahteve različnih družbenih kolektivov in ozemelj. Tako je nastala Ustava leta 1869, ki pa je komaj imela kaj veljave v naslednjih petih letih. Vseeno pa je smatrana za prvo demokratično ustavo, ki je za več desetletij prehitela podobne tekste drugih evropskih držav. Ustava je določila:
- neodvisnost države
- volilno pravico za moške nad 25 let
- demokratično monarhijo z omejeno močjo kralja
- izvršilno oblast v rokah sveta ministrov (Consejo de Ministros)
- zakonodajno oblast v dvodomnem parlamentu; kongres in senat sta določena preko volilnega telesa
- sodno oblast v rokah sodišča (los Tribunales)
- razglasitev mnogih pravic
- svobodo religioznih kultov
- svobodo javne izobrazbe
- svobodo trgovanja
- kreacijo javnih del za ljudstvo

### Polemike

#### Vprašanje o obliki vlade
Prvič se je pojavilo vprašanje o obliki vlade in volilnemu telesu, saj je bila prvič ponujena možnost izbire med monarhijo in republiko, čeprav je provizorična vlada izrazila svojo žejo po monarhiji. S to radikalno možnostjo izbire je debata o izvoru in naravi neodvisnosti dobila nove razsežnosti. Septembrska revolucija je pomenila potrditev nekega novega pomena liberalnosti, ki je bil radikalen, za razliko od prejšnjega doktrinalnega.

#### Španski parlament
Španski parlament ostane center moči. Sestavljajo ga kongres poslancev in senat, oba izbrana preko volitev.

#### Vprašanje vere
Prvič se je priznala pravica do (javnega ali zasebnega) prakticiranja vere, ki je drugačna od katoliške, kar je razburilo konzervativce, ki so še naprej zagovarjali katolicizem, po drugi strani pa je to razočaralo tiste, ki so zagovarjali ločitev cerkve in države.

## Izvolitev novega španskega vladarja
Po odobritvi ustave, v kateri se je določilo, da bo država monarhija, je bil general Serrano izbran za nadomestnega vodjo, Prim pa je postal predsednik vlade. Ker je bila izključite burbonske dinastije v boju za prestol še vedno v veljavi, se je začelo iskanje kralja med evropskimi kraljevskimi družinami. Kljub težavam ni manjkalo kandidatov, ki bi prevzeli špansko krono. Nekaj kandidatov je bilo španskih, na primer don Alfonso (princ Asturiasa), Antonio de Orleáns (vojvoda Montpensiera) in general Baldomero Esparter, nekaj pa jih je bilo tudi tujcev, na primer Amadeo y Tomas de Saboya, nemec Leopoldo de Hohenzollern-Simmaringen, portugalec Fernando Coburgo itd. 
Na koncu je vlada za kralja določila Amadea de Saboya, sina Víctorja Manuela II (kralj pred kratkim združene Italije), ki je pripadal dinastiji, ki je slovela po svoji liberalnosti. Amadeo de Saboya bi sprejel špansko krono v primeru, da ga podpre večina volilcev. 16. oktobra 1870 so se odvile volitve kralja, na katerih je tudi uradno zmagal Amadeo de Saboya. 
Kraljev največji podpornik je bil general Prim, ki pa je bil kmalu ubit v atentatu, kar je pomenilo veliko težav za monarhijo, saj se je s Primovo smrtjo oslabil položaj novega monarha. 
Amadeo je v Madrid prišel 2. januarja 1871, kjer se je moral takoj soočiti s sovražnostjo in nezaupanjem plemstva. Za dve leti njegovega vladanja je značilna izjemna politična nestabilnost z vse večjimi nesoglasji med strankami, ki so podprle revolucijo.
Nemočen in naveličan Amadeo I se je odrekel kroni in se na začetku leta 1873 vrnil v Italijo.
Brez druge alternative in ker ni videla smisla v iskanju novega kralja med evropskimi dinastijami, je vlada 11. februarja 1873 razglasila prvo špansko republiko.